# Cicurina minnesota
Cicurina minnesota là một loài nhện trong họ Dictynidae.
Loài này thuộc chi Cicurina. Cicurina minnesota được Ralph Vary Chamberlin & Wilton Ivie miêu tả năm 1940.